# La patrulla de los líos
La patrulla de los líos (título original The B.R.A.T. Patrol) es una película estadounidense de 1986 estrenada en vídeo y  protagonizada por Sean Astin, Tim Thomerson, Jason Presson.

## Trama
La patrulla formada por niños de militares sin rango, está liderada por Leonardo. Todos ellos viven en la base naval de "El Diablo" en California y se encuentran compitiendo con el equipo de Chuck, el hijo del general. La patrulla está muy mal vista por los comandantes por sus permanentes meteduras de pata, pero aprovechan su oportunidad cuando descubre la existencia de tráfico ilegal de equipos de vigilancia ultra sofisticados.

## Reparto
- Sean Astin como Leonard Kinsey
- Tim Thomerson como Dan Hackett
- Jason Presson como Raymond McGeorge
- Joe Wright como "Charles" Chuck Newmeyer
- Dustin Berkovitz como Squeak
- Dylan Kussman como Bug
- Nia Long como Darla Perkins
- Brian Keith como el general Newmeyer
- Stephen Lee como Philips
- John Quade como Knife